# Підсобний
Підсо́бний (рос. Подсобный) — селище у складі Яйського округу Кемеровської області, Росія.

## Населення
Населення — 24 особи (2010; 36 у 2002).
Національний склад (станом на 2002 рік):
- росіяни — 86 %